# Brea angustilimbata
Brea angustilimbata är en tvåvingeart som beskrevs av de Meijere 1915. Brea angustilimbata ingår i släktet Brea och familjen bredmunsflugor. Inga underarter finns listade i Catalogue of Life.